# 中華民國言論自由
中華民國言論自由的憲法上根據是《中華民國憲法》第11條：“人民有言論、講學、著作及出版之自由”。
黨外政論雜誌《自由時代》週刊創辦人鄭南榕因宣揚臺灣獨立運動（刊登「台灣共和國新憲法草案」）而接到涉嫌叛亂的法院傳票，他為了凸顯「爭取百分之百的言論自由」而於1989年4月7日拒捕自焚。
1991年，獨立台灣會案促使一〇〇行動聯盟推動廢除刑法一百條。1992年，立法院修訂該條後，思想、學術與言論之自由獲得具體保障。
司法院大法官對言論自由所作出的解釋當中，認為國家應保障言論自由的理由不外為“反映公意強化民主，啟迪新知，促進文化、道德、經濟等各方面之發展”（釋字第364號）、“保障意見之自由流通，使人民有取得充分資訊及自我實現之機會”（釋字第414號）及“實現自我、溝通意見、追求真理及監督各種政治或社會活動之功能得以發揮”（釋字第509號）。
其中釋字509號解釋雖認中華民國刑法的誹謗罪並未違憲，不過大法官指出：就算誹謗罪的被告無法證明己言為真，法院依被告所提出的資料，認被告有相當理由相信他的言論是真實的，就不能以誹謗罪處罰；這個見解相當程度減輕發表言論者必須證明所言為真的法律責任。

## 司法院大法官解釋
1994年，司法院大法官會議首度在《釋字第364號解釋》中提及言論自由：「...言論自由為民主憲政之基礎。...」
1996年《釋字第414號解釋》：「...言論自由，在於保障意見之自由流通，使人民有取得充分資訊及自我實現之機會，包括政治、學術、宗教及商業言論等...」
1998年《釋字第445號解釋》：「...集會自由主要係人民以行動表現言論自由；至於講學、著作、出版自由係以言論或文字表達其意見，對於一般不易接近或使用媒體言論管道之人，集會自由係保障其公開表達意見之重要途徑。...」
2000年《釋字第509號解釋》：「言論自由為人民之基本權利,憲法第十一條有明文保障，國家應給予最大限度之維護，俾其實現自我、溝通意見、追求真理及監督各種政治或社會活動之功能得以發揮。...滿足人民知的權利，形成公意，促進各種合理的政治及社會活動之功能，乃維持民主多元社會正常發展不可或缺之機制，國家應給予最大限度之保障。」
2003年《釋字第567號解釋》：「思想自由保障人民內在精神活動，是人類文明之根源與言論自由之基礎，亦為憲法所欲保障最基本之人性尊嚴，對自由民主憲政秩序之存續，具特殊重要意義，不容國家機關以包括緊急事態之因應在內之任何理由侵犯之，亦不容國家機關以任何方式予以侵害。」
2006年《釋字第613號解釋》：「憲法第十一條所保障之言論自由，其內容包括通訊傳播自由，亦即經營或使用廣播、電視與其他通訊傳播網路等設施，以取得資訊及發表言論之自由。通訊傳播媒體是形成公共意見之媒介與平台，在自由民主憲政國家，具有監督包括總統、行政、立法、司法、考試與監察等所有行使公權力之國家機關，以及監督以贏取執政權、影響國家政策為目的之政黨之公共功能。鑑於媒體此項功能，憲法所保障之通訊傳播自由之意義，即非僅止於消極防止國家公權力之侵害，尚進一步積極課予立法者立法義務，經由各種組織、程序與實體規範之設計，以防止資訊壟斷，確保社會多元意見得經由通訊傳播媒體之平台表達與散布，形成公共討論之自由領域。」
2007年《釋字第623號解釋》：「憲法第十一條保障人民之言論自由，乃在保障意見之自由流通，使人民有取得充分資訊及自我實現之機會，包括政治、學術、宗教及商業言論等，並依其性質而有不同之保護範疇及限制之準則。」
2008年《釋字第644號解釋》：「言論自由有實現自我、溝通意見、追求真理、滿足人民知的權利，形成公意，促進各種合理的政治及社會活動之功能，乃維持民主多元社會正常發展不可或缺之機制。」此項解釋使包括主張分裂國土的思想、學術與言論之自由及人民團體組織與活動（結社組黨等）主張分裂國土的自由獲得更具體保障。
2009年《釋字第656號解釋》：「憲法第十一條保障人民之言論自由，除保障積極之表意自由外，尚保障消極之不表意自由。」
2010年《釋字第678號解釋》：「言論自由具有實現自我、溝通意見、追求真理、滿足人民知的權利，形成公意，促進各種合理之政治及社會活動之功能，乃維持民主多元社會正常發展不可或缺之機制，國家應給予最大限度之保障。前開規定所保障之言論自由，其內容尚包括通訊傳播自由之保障，亦即人民得使用無線電廣播、電視或其他通訊傳播網路等設施，以取得資訊及發表言論之自由。」
2011年《釋字第689號解釋》：「為確保新聞媒體能提供具新聞價值之多元資訊，促進資訊充分流通，滿足人民知的權利，形成公共意見與達成公共監督，以維持民主多元社會正常發展，新聞自由乃不可或缺之機制...新聞採訪行為則為提供新聞報導內容所不可或缺之資訊蒐集、查證行為，自應為新聞自由所保障之範疇。...非僅保障隸屬於新聞機構之新聞記者之採訪行為，亦保障一般人為提供具新聞價值之資訊於眾，或為促進公共事務討論以監督政府，而從事之新聞採訪行為。...新聞採訪者於有事實足認特定事件之報導具一定之公益性，而屬大眾所關切並具有新聞價值者（例如犯罪或重大不當行為之揭發、公共衛生或設施安全之維護、政府施政之妥當性、公職人員之執行職務與適任性、政治人物言行之可信任性、公眾人物影響社會風氣之言行等），如須以跟追方式進行採訪，且其跟追行為依社會通念所認非屬不能容忍，該跟追行為即具正當理由而不在系爭規定（《社會秩序維護法》）處罰之列。」

## 分級制度與言論自由
- 2004年12月，中華民國行政院新聞局所制定之《出版品及錄影節目帶分級辦法》正式生效，藉由《兒童及少年權益與福利保障法》的過度授權，與中華民國出版品評議基金會合作，以狹隘的定義認定部份出版品為必須受限之「限制級」乃至於無理宣告違法的「逾越限制級」，無視於《世界兒童人權宣言》對於十八歲以下兒童社會參與權與知識權力的保證，更進一步透過限縮單方面認定之「限制級」出版物之出版空間，限制成人的創作、出版與閱讀等言論自由權利。
- 中華民國政府更在2005年10月與諸多入口網站商合作實施網路分級制度，對.tw網域的網站進行色情、另類慾望、特定閱讀嗜好等內容的搜索與檢禁。

## 刑事方面
中華民國刑法第三百十條：「意圖散佈於眾，而指摘或傳述足以毀損他人名譽之事者，為誹謗罪...對於所誹謗之事，能證明其為真實者，不罰。但涉於私德而與公共利益無關者，不在此限。」
第三百十一條：「以善意發表言論，而有左列情形之一者，不罰：一、因自衛、自辯或保護合法之利益者。二、公務員因職務而報告者。三、對於可受公評之事，而為適當之評論者。四、對於中央及地方之會議或法院或公眾集會之記事，而為適當之載述者。」
司法院釋字第509號解釋認定：「刑法第三百十條...第三項前段以對誹謗之事，能證明其為真實者不罰，係針對言論內容與事實相符者之保障，並藉以限定刑罰權之範圍，非謂指摘或傳述诽谤事項之行為人，必須自行證明其言論內容確屬真實，始能免於刑責。惟行為人雖不能證明言論內容為真實，但依其所提證據資料，認為行為人有相當理由確信其為真實者，即不能以誹謗罪之刑責相繩，亦不得以此項規定而免除檢察官或自訴人於訴訟程序中，依法應負行為人故意毀損他人名譽之舉證責任，或法院發現其為真實之義務。」
- 刑法235條
- 兒童及少年福利與權益保障法

## 民事方面
- 侵權行為

## 著名訴訟案件
- 美麗島雜誌案
- 蓬萊島雜誌案
- 自由時報訴請天下雜誌民事賠償案
- 呂秀蓮訴請新新聞週刊民事賠償案
- 陳水扁促中國時報更正並道歉案
- 謝長廷自訴聯合報社論誹謗案
- 連戰、宋楚瑜自訴陳水扁柔性政變民事賠償案
- 特殊性關係

## 外部連結
- 釋字509號解釋（页面存档备份，存于）
- 兒童權利公約 （页面存档备份，存于）